# Paraschizognathus prasinicollis
Paraschizognathus prasinicollis är en skalbaggsart som beskrevs av Ohaus 1904. Paraschizognathus prasinicollis ingår i släktet Paraschizognathus och familjen Rutelidae. Inga underarter finns listade i Catalogue of Life.